# Ilha Pianosa

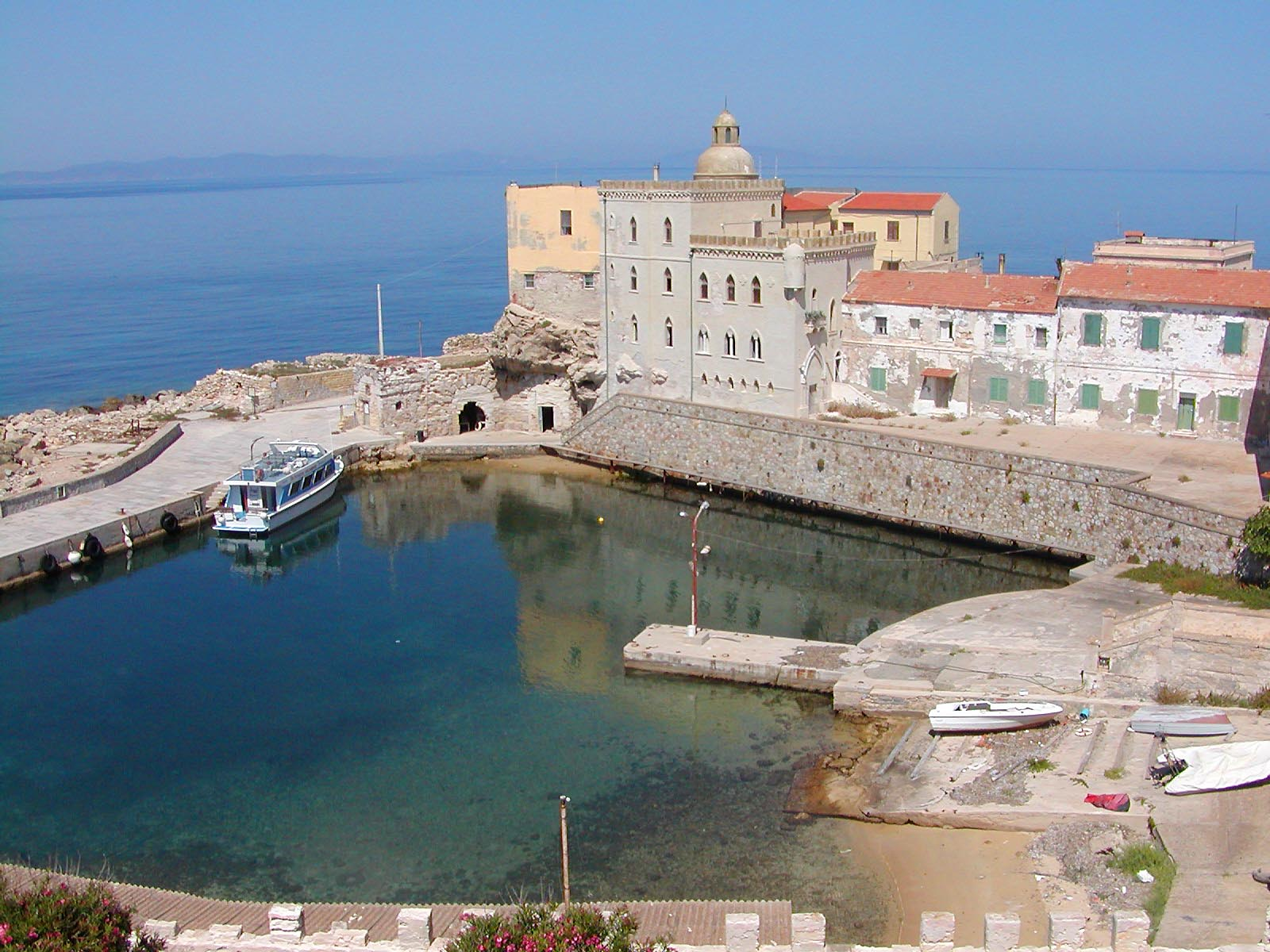
Prisão de Pianosa

Pianosa é uma pequena ilha do mar Mediterrâneo, no arquipélago Toscano, na costa da Toscana, Itália. O seu nome (Pianosa / pianura: plano ou planície) caracteriza a geografia da ilha, relativamente ao seu ponto de maior altitude: 22 metros. O antigo Império Romano designava esta ilha por Planasia. Em termos administrativos, Pianosa faz parte da comuna de Campo nell'Elba, que inclui também parte da ilha de Elba.
A ilha de Pianosa não tem habitantes permanentes. É uma ilha conhecida por ter tido em funcionamento, entre 1858 e 1998, uma prisão de máxima segurança, em especial para detenção de criminosos ligados à Máfia.
A ilha faz parte da história de Itália, por ter sido o local onde o imperador Augusto baniu o ex-herdeiro, e seu neto, Agripa Póstumo (filho de Marco Vipsânio Agripa), cerca de 6 d.C ou 7 d.C. Póstumo ficou na ilha até a sua execução, por volta da data da morte de Augusto (14).